# Ventopelita mansueta
Ventopelita mansueta är en snäckart som först beskrevs av Reeve 1854.  Ventopelita mansueta ingår i släktet Ventopelita och familjen Camaenidae. Inga underarter finns listade i Catalogue of Life.